# 維羅拉赫蒂

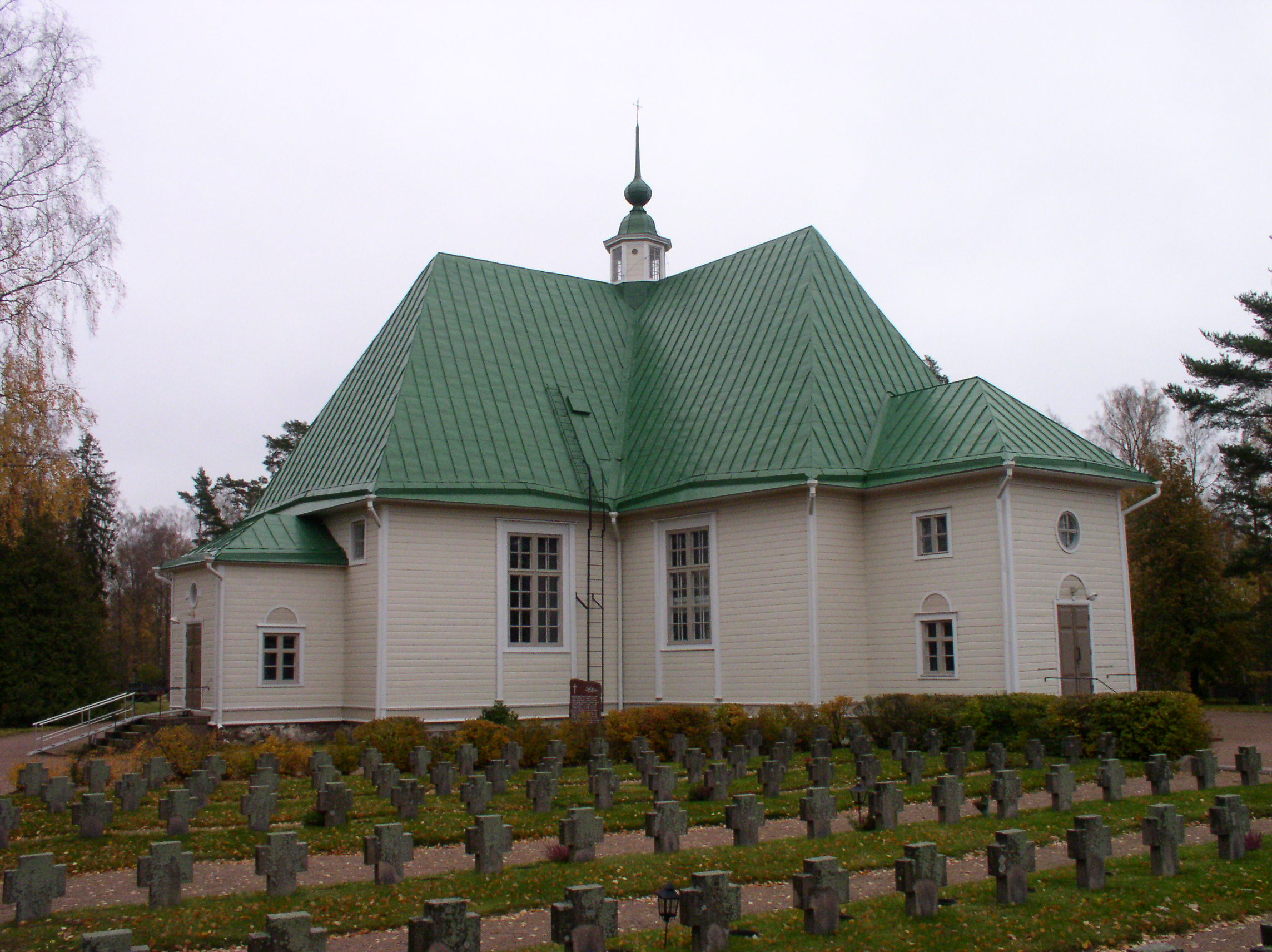
維羅拉赫蒂教堂

維羅拉赫蒂（芬蘭語：Virolahti）是芬蘭屈米河谷区的市鎮，位於該國東南部波的尼亞灣沿岸，面積559平方公里，2013年人口3,488，人口密度為每平方公里9.38人。

## 外部連結
- 維羅拉赫蒂市镇官方网站 （页面存档备份，存于） （文）